# Inkontynencja neurogenna
Inkontynencja neurogenna, odruchowe nietrzymanie moczu (ang. reflex incontinence) – rodzaj inkontynencji związany z zaburzoną funkcją układu nerwowego. Chory w żadnym przypadku nie odczuwa parcia na pęcherz, który opróżnia się automatycznie i nie zawsze całkowicie.
Tym rodzajem inkontynencji dotknięci są przede wszystkim ludzie po urazach kręgosłupa, cierpiący na paraliż całkowity (tetraplegia) lub połowiczny (paraplegia) oraz osoby cierpiące na stwardnienie rozsiane.

Przeczytaj ostrzeżenie dotyczące informacji medycznych i pokrewnych zamieszczonych w Wikipedii.